# كروباك (كونييتش)
كروباك (بالسيريلية Крупац) هي قرية في البوسنة والهرسك. وهي تقع في بلدية كونييتش التابعة لكانتون الهرسك-نيريتفا في اتحاد البوسنة والهرسك. طبقا لنتائج تعداد البوسنة عام 2013 فقد كان عدد سكانها 64 نسمة.

## التاريخ
في القرية مقبرة تعود للقرون الوسطى القبور؛ وهي مدرجة على قائمة الآثار الوطنية للبوسنة والهرسك.

## التركيبة السكانية

### التطور التاريخي للسكان
| 1961 | 1971 | 1981 | 1991 | 2013 |
| ---- | ---- | ---- | ---- | ---- |
| 224  | 196  | 135  | 131  | 64   |

## وصلات خارجية
- Maplandia (بالإنجليزية)